# Liste der Nummer-eins-Hits in Australien (1940)
Dies ist eine Liste der Nummer-eins-Hits in Australien im Jahr 1940. In diesem Jahr gab es fünf Nummer-eins-Titel und insgesamt neun Nummer-eins-Singles.
| | Liste der Nummer-eins-Hits in Australien | Liste der Nummer-eins-Hits in Australien                                                      | Liste der Nummer-eins-Hits in Australien                                                                                                 | 1941 →                    |
| \| Zeitraum \| Mt. ges. \| Interpret \| Titel Autor(en) \| Zusätzliche Informationen \| \| (Zeitraum, Monate auf Platz eins, Interpret, Titel, Autor[en], zusätzliche Informationen) \| \| \| \| \| \| ----------------------------------------------------------------------------------------- \| -------- \| --------------------------------------------------------------------------------------------- \| ---------------------------------------------------------------------------------------------------------------------------------------- \| ------------------------- \| \| Januar 1940 – März 1940 3 Monate \| 3 \| Joe Loss & His Orchestra / Carson Robison & His Pioneers \| South of the Border (Down Mexico Way) Michael Carr, James B. Kennedy \| – \| \| April 1940 1 Monat \| 1 \| The Andrews Sisters / Joe Loss & His Orchestra \| Beer Barrel Polka (Roll out the Barrel) Musik: Jaromír Vejvoda; Originaltext: Václav Zeman; englischer Text: Lew Brown, Wladimir A. Timm \| - \| \| Mai 1940 – Juli 1940 3 Monate \| 3 \| Joe Loss & His Orchestra / Glenn Miller & His Orchestra with Ray Eberle \| Blue Orchids Hoagy Carmichael, George N. Terry \| - \| \| August 1940 – Oktober 1940 3 Monate \| 3 \| Joe Loss & His Orchestra with Chick Henderson \| Till the Lights of London Shine Again Thomas Patrick Connor, Edward Pola \| - \| \| November 1940 – Dezember 1940 2 Monate \| 2 \| Kate Smith with Jack Miller & His Orchestra / Glenn Miller & His Orchestra with Marion Hutton \| The Woodpecker Song Eldo di Lazzaro, Bruno Cherubini; englischer Text: Harold Adamson \| - \| |                                          |                                                                                               | |                           |
| |                                          |                                                                                               | | → 1941 →                  |
| Zeitraum | Mt. ges.                                 | Interpret                                                                                     | Titel Autor(en) | Zusätzliche Informationen |
| (Zeitraum, Monate auf Platz eins, Interpret, Titel, Autor[en], zusätzliche Informationen) |                                          |                                                                                               | |                           |
| Januar 1940 – März 1940 3 Monate | 3                                        | Joe Loss & His Orchestra / Carson Robison & His Pioneers                                      | South of the Border (Down Mexico Way) Michael Carr, James B. Kennedy                                                                     | –                         |
| April 1940 1 Monat | 1                                        | The Andrews Sisters / Joe Loss & His Orchestra                                                | Beer Barrel Polka (Roll out the Barrel) Musik: Jaromír Vejvoda; Originaltext: Václav Zeman; englischer Text: Lew Brown, Wladimir A. Timm | -                         |
| Mai 1940 – Juli 1940 3 Monate | 3                                        | Joe Loss & His Orchestra / Glenn Miller & His Orchestra with Ray Eberle                       | Blue Orchids Hoagy Carmichael, George N. Terry                                                                                           | -                         |
| August 1940 – Oktober 1940 3 Monate | 3                                        | Joe Loss & His Orchestra with Chick Henderson                                                 | Till the Lights of London Shine Again Thomas Patrick Connor, Edward Pola                                                                 | -                         |
| November 1940 – Dezember 1940 2 Monate | 2                                        | Kate Smith with Jack Miller & His Orchestra / Glenn Miller & His Orchestra with Marion Hutton | The Woodpecker Song Eldo di Lazzaro, Bruno Cherubini; englischer Text: Harold Adamson                                                    | -                         |